# Résistance populaire (Syrie)
Ne doit pas être confondu avec Résistance populaire (Yémen), Résistance populaire dans la région de l'est ou Comité de résistance populaire.
La Résistance populaire (arabe : المقاومة الشعبية) est un groupe rebelle syrien clandestin actif depuis 2018 lors de la guerre civile syrienne.

## Histoire
La Résistance populaire est un mouvement clandestin rebelle qui apparaît dans le gouvernorat de Deraa après la conquête de la région par le régime à l'été 2018. Les rebelles avaient alors capitulé en échange d'un accord de réconciliation, d'une amnistie pour ses combattants et de la promesse que les ex-rebelles enrôlés dans l'armée syrienne ne soient pas déployés dans une autre province. Ces accords ne sont cependant que partiellement respectés.
La Résistance populaire annonce sa formation le 15 novembre 2018. Le 22 novembre, elle déclare se battre pour un « État civil démocratique, la liberté, l'égalité, la dignité et le respect des droits de l'homme ». Elle avertit également qu'il considère tous ceux qui collaborent à la « réconciliation » avec le régime syrien comme des traîtres.
La Résistance populaire mène des embuscades, pose des engins explosifs et attaque des checkpoints et des casernes tenus par les soldats du régime et les miliciens chiites. Elle revendique plusieurs opérations dans le gouvernorat de Deraa et le gouvernorat de Damas.